# Sociedad de Ciencias Leibniz
La Leibniz-Sozietät der Wissenschaften zu Berlin es una asociación de científicos de habla alemana fundada en Berlín en 1993 bajo la forma jurídica de asociación registrada. Se dedica al intercambio interdisciplinar y transdisciplinar y al debate de problemas fundamentales de la ciencia y la sociedad. Según su propia imagen, es «una asociación de destacados científicos naturales, estudiosos de las humanidades, científicos sociales y técnicos que trabajan según el principio clásico de las academias europeas». La asociación continúa las actividades de la Academia de Ciencias de la RDA con continuidad de personal.

## Historia del origen
La Leibniz-Sozietät se constituyó el 15 de abril de 1993 como asociación registrada sin ánimo de lucro.
La Leibniz-Sozietät lleva su nombre en memoria de Gottfried Wilhelm Leibniz como iniciador y primer presidente de la Sociedad Electoral de Ciencias de Brandeburgo fundada en 1700, quien desarrolló la sociedad científica en estrecha colaboración con Daniel Ernst Jablonski como vicepresidente (más tarde presidente; homónimo de una medalla de la Sociedad Leibniz). Esta sociedad dio origen a la Academia de Ciencias de Berlín, que tuvo varios nombres. Las más conocidas incluyen la Académie Royale des Sciences et Belles-Lettres (desde 1746), la Academia de Ciencias de Prusia (hasta 1945), la Academia Alemana de Ciencias de Berlín (DAW, 1946-1972) y la Academia de Ciencias de la RDA (AdW, 1972 –1991).
Con el Tratado de Unificación de 1990, la Academia de Ciencias de la RDA como sociedad científica fue separada de los institutos de investigación y otras instituciones y disuelta en 1992. Hasta el 31 de diciembre de 1991, los institutos de investigación y otras instituciones siguen existiendo como instituciones de los Estados federados, a menos que se hayan disuelto o transformado previamente.
Según el Tratado de Unificación, la decisión sobre la continuidad de la sociedad científica debía tomarse en virtud de la legislación estatal. El Departamento de Ciencia e Investigación del Senado de Berlín decidió que la sociedad científica de la Academia de Ciencias de la RDA no debía considerarse portadora de la tradición de la Academia de Berlín, que una futura Academia de Ciencias de Berlín no podía basarse en esta institución y que era inevitable una nueva constitución. Por ello, el 28 de marzo de 1993 se constituyó la Academia de Ciencias y Humanidades de Berlín-Brandeburgo (BBAW). Según el Tratado de Estado de 1992 sobre la Academia de Ciencias y Humanidades de Berlín-Brandeburgo, esta academia se hizo cargo de los bienes y las infraestructuras (biblioteca, archivo, curaduría) de la sociedad científica de la antigua Academia de Ciencias y Humanidades de la RDA y continuó con sus proyectos editoriales y de largo plazo.
En el momento de la reunificación alemana, la Academia de Ciencias de la RDA contaba con unos 400 miembros en su sociedad científica. 122 antiguos miembros de la AdW, que no fueron aceptados por la recién fundada BBAW, fundaron el 15 de abril de 1993 la asociación registrada Leibniz-Sozietät e. V. (desde 2007 Leibniz-Sozietät der Wissenschaften zu Berlin e. V.). Gracias a la elección anual de nuevos miembros, el número de miembros ha aumentado a más de 300, lo que también ha modificado su estructura. La asociación se financia mediante aportaciones, donaciones y subvenciones de sus miembros. Se considera una organización sucesora de la sociedad científica de la Academia de Ciencias de la RDA.
Existe una controversia sobre si la Leibniz-Sozietät o la Academia de Ciencias y Humanidades de Berlín-Brandeburgo debe considerarse la organización sucesora legítima de la Societät der Wissenschaften, fundada en 1700. La Leibniz-Sozietät se refiere a la continuidad del personal, la Academia de Ciencias y Humanidades de Berlín-Brandeburgo al mandato político.

## Objetivo
La Leibniz-Sozietät es una asociación libre de científicos naturales y técnicos, matemáticos, médicos, así como académicos de humanidades y científicos sociales. Está vinculada a la Brandenburgische Sozietät der Wissenschaften (Sociedad de Ciencias y Humanidades de Brandenburgo) a través de sus miembros y de su trabajo científico, que se desarrolla ininterrumpidamente desde hace siglos. La sociedad se basa en la investigación independiente de sus miembros y ofrece un foro de discusión y publicidad. En particular, los miembros e invitados fomentan el discurso interdisciplinario y transdisciplinario, así como la discusión de problemas fundamentales actuales de la ciencia y la sociedad. A través de su trabajo, la Sociedad se esfuerza por hacer una contribución adecuada a la vida intelectual en los tiempos actuales.
El objetivo de la Leibniz-Sozietät es cultivar y promover las ciencias en la tradición de Gottfried Wilhelm Leibniz y el interés público. Con este fin, la Leibniz-Sozietät organiza sus actos científicos para presentar los resultados científicos de sus miembros e invitados, en particular para el debate interdisciplinar a un alto nivel científico. Todos los actos científicos de la Leibniz-Sozietät están abiertos al público.
Los miembros electos de la Leibniz-Sozietät también llevan a cabo proyectos de investigación conjuntos con amigos e invitados de la Leibniz-Sozietät. En este contexto, las tesis de graduación y otras formas de resultados pueden ser supervisadas, presentadas para discusión científica y publicadas.
A través de todas sus actividades, la Leibniz-Sozietät promueve desinteresadamente al público en general en el ámbito intelectual. Representa y defiende la ciencia frente a todos los esfuerzos anticientíficos. La Leibniz-Sozietät informa cada año públicamente sobre sus actividades en el tradicional “Día de Leibniz”. La Leibniz-Sozietät publica también dos series de publicaciones científicas, así como una revista en línea y comunicaciones en línea.

## Eventos

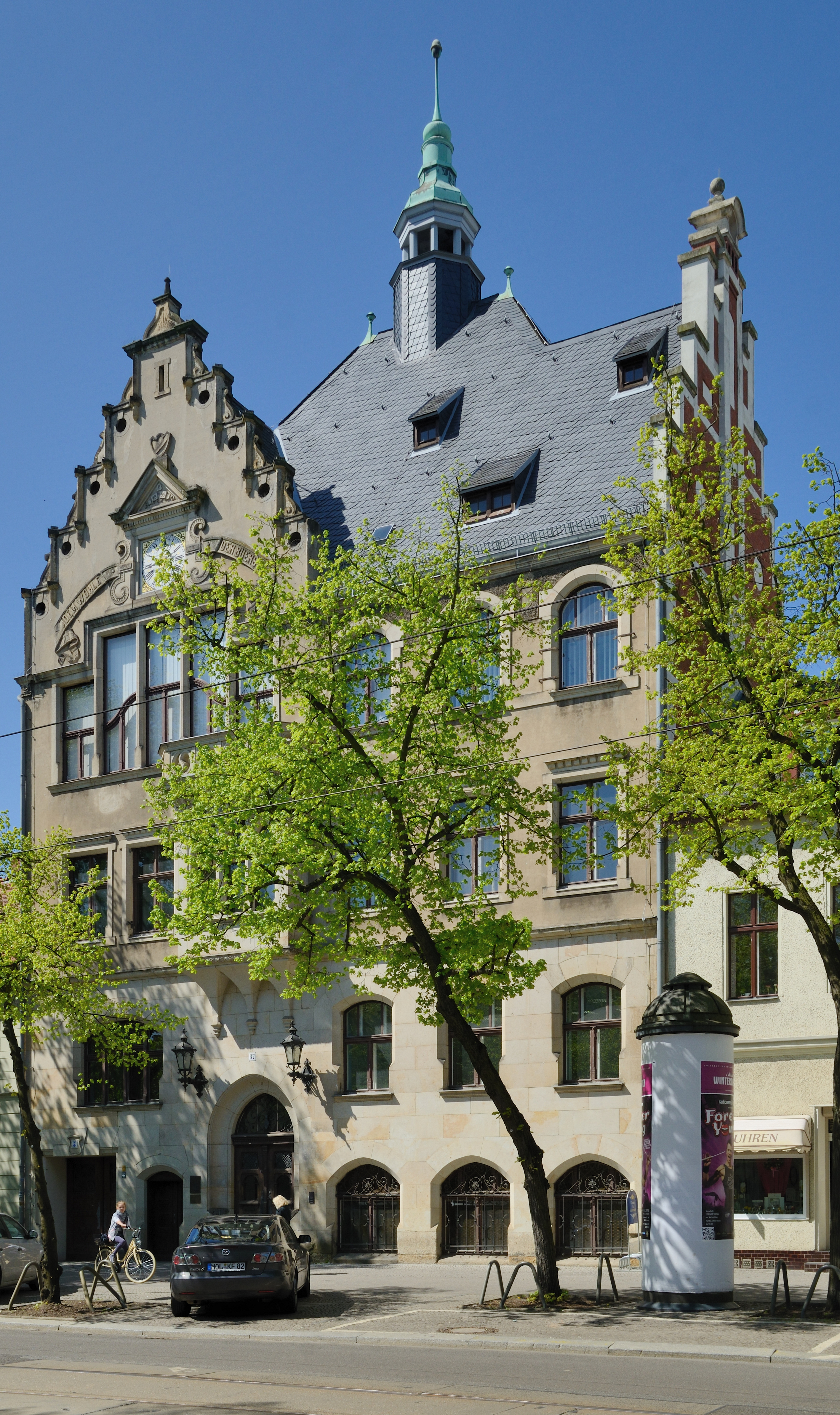
Desde 2022, la mayoría de los actos científicos de la Sociedad Leibniz tienen lugar en el ayuntamiento de Berlín-Friedrichshagen.

Los miembros de la Leibniz-Sozietät se reúnen mensualmente en reuniones públicas en las que se celebran y discuten conferencias científicas y organizan anualmente el “Día de Leibniz” cerca del cumpleaños de G. W. Leibniz, el 1 de julio, que ya había sido establecido en la academia. estatuto de 1812 y que también sirve como evento de rendición de cuentas pública.
Las reuniones de la Sozietät tienen lugar como actos interdisciplinares y transdisciplinares en las dos clases «Ciencias Naturales y Técnicas», que también incluye matemáticas y ciencias de la vida/medicina, así como «Ciencias Sociales y Humanidades» y en el «Pleno». Además, se celebran coloquios científicos, conferencias y otros actos científicos con participación internacional.
En diez grupos de trabajo, los miembros, junto con otros colegas especialistas y jóvenes científicos, se ocupan de cuestiones centrales de la ciencia y la sociedad. Los grupos de trabajo son especialmente activos en las siguientes áreas: Historia de la Ciencia y de la Academia, Pedagogía, Análisis Social y Clases, Ciencias de la Tierra, Minería y Medio Ambiente, Espacio y Astrociencias, Principio de simplicidad, Investigación sobre Vormärz y la Revolución de 1848, Tolerancia, Tiempo y evolución, Tecnología general y Sistemas Emergentes, Información y Sociedad. Los resultados obtenidos, junto con su debate público, también proporcionan sugerencias para la estrategia científica futura y para dar forma a la política y la sociedad.
Con el fin de iniciar y promover «proyectos interdisciplinares o transdisciplinares», la Leibniz-Sozietät colabora con otras instituciones científicas de Alemania y del extranjero, normalmente sobre la base de acuerdos de cooperación.

## Publicationes
Desde 1994, la Leibniz-Sozietät publica sus conclusiones en los informes de las reuniones de la Leibniz-Sozietät y, desde 1999, también en la serie Abhandlungen der Leibniz-Sozietät; ambas están publicadas por trafo Wissenschaftsverlag, Berlín.
Las actas y todos los números de Leibniz Online pueden descargarse del sitio web de Leibniz-Sozietät y tienen un DOI. Los volúmenes de las actas se enumeran y ocasionalmente se facilitan detalles sobre los autores y el contenido. Las reuniones, coloquios y otros eventos se anuncian y preparan mediante la publicación de materiales y textos completos.

## Miembros
En 1993, 122 antiguos miembros de la Academia de Ciencias de la RDA fundaron la Leibniz-Sozietät e. V. (desde 2007 Sociedad de Ciencias Leibniz en Berlín e. V.). El 31 de diciembre de 2023, el número de miembros era de 299, de los cuales 45 eran anteriormente miembros de la Academia de la RDA. Todos los demás miembros han sido elegidos desde 1994. La Leibniz-Sozietät acepta miembros de todos los países.

### Miembros honorarios
- Abdusalam Gusejnow (Moscú)
- Sigmund Jähn
- Georg Katzer
- Hiroshi Kawai (Japón)
- Werner Zorn

### Presidio
Presidentes:
- 1993–1998 Samuel Mitja Rapoport
- 1998–2006 Herbert Hörz, desde el 2009 Presidente de Honor
- 2006–2012 Dieter B. Herrmann
- 2012–2019 Gerhard Banse
- 2019–2020 Rainer E. Zimmermann
- desde el 2021 Gerda Haßler

Los vicepresidentes son Wolfgang Methling y Dorothee Röseberg. Los secretarios son Jochen Fleischhacker y Gerhard Pfaff. El tesorero es Heinz-Jürgen Rothe, el director de la oficina es el químico Klaus Buttker.

## Premios
La Leibniz-Sozietät concede las siguientes distinciones y premios:
- Ehrenmitglied der Leibniz-Sozietät
- Ehrenurkunde der Leibniz-Sozietät
- Gottfried-Wilhelm-Leibniz-Medaille
- Daniel-Ernst-Jablonski-Medaille
- Samuel-Mitja-Rapoport-Kooperationspreis

## Financiación
La Leibniz-Sozietät se financia con las cuotas de sus miembros, una fundación de los Amigos de la Leibniz-Sozietät e. V., así como con subvenciones y donativos. Desde 2004, recibe financiación estatal del Departamento de Economía, Tecnología e Investigación del Senado de Berlín.

## Bibliographia
- Herbert Wöltge: Die Unausrottbaren? Anmerkungen und Notizen zur Gründung der Leibniz-Sozietät, Sitzungsberichte der Leibniz-Sozietät der Wissenschaften zu Berlin, 118 (2014), 149–177 online, pdf
- * Banse, Gerhard; Kant, Horst; Pfaff, Gerhard; Vogt, Annette (2023). 30 Jahre Leibniz-Sozietät der Wissenschaften zu Berlin: eine Chronik (en alemán) (1. Auflage edición). Berlin: Trafo Wissenschaftsverlag. ISBN 9783864642500.